# Louisa Horton
Pour les articles homonymes, voir Horton.
Louisa Fleetwood Horton, née le 10 septembre 1924 à Pékin (Chine) et morte le 25 janvier 2008 à Englewood (New Jersey), est une actrice américaine.

## Biographie
Née à Pékin d'un père militaire américain alors stationné en Chine, Louisa Horton entame sa carrière d'actrice au théâtre vers 1945 et joue notamment à Broadway (New York) dans trois pièces, respectivement en 1949, 1951 et enfin 1977-1978 (La Marque du poète d'Eugène O'Neill, où elle est la doublure de Geraldine Fitzgerald).
Au cinéma, elle contribue à seulement quatre films américains, le premier étant Ils étaient tous mes fils d'Irving Reis (1948, avec Edward G. Robinson et Burt Lancaster). Après un deuxième film en 1952, elle revient au grand écran dans deux derniers films sortis en 1976, dont Le Pirate des Caraïbes de James Goldstone (avec Robert Shaw et Geneviève Bujold).
À la télévision américaine, outre quatre téléfilms (le premier diffusé en 1948, le dernier en 1990, ultime prestation à l'écran), elle apparaît dans dix-neuf séries dès 1948, dont Inner Sanctum (trois épisodes, 1954) et Les Accusés (sa dernière série, un épisode, 1962).
De 1951 jusqu'à son divorce en 1971, elle est mariée au réalisateur George Roy Hill (1921-2002). Aussi, elle est également connue comme Louisa Horton Hill. Elle meurt à 83 ans, en 2008. 

## Théâtre (sélection)
(à Broadway, sauf mention contraire)
- 1945-1946 : La Voix de la tourterelle (The Voice of the Turtle) de John Van Druten : Sally Middleton (tournée aux États-Unis)
- 1949 : The Happiest Years de Thomas Coley et William Roerick, mise en scène de James Neilson : Joan Miller
- 1951 : The Grand Tour de (et mise en scène par) Elmer Rice : Adele Brinton
- 1977-1978 : La Marque du poète (A Touch of the Poet) d'Eugene O'Neill, mise en scène de José Quintero : Nora Melody / Deborah (doublure)

## Filmographie

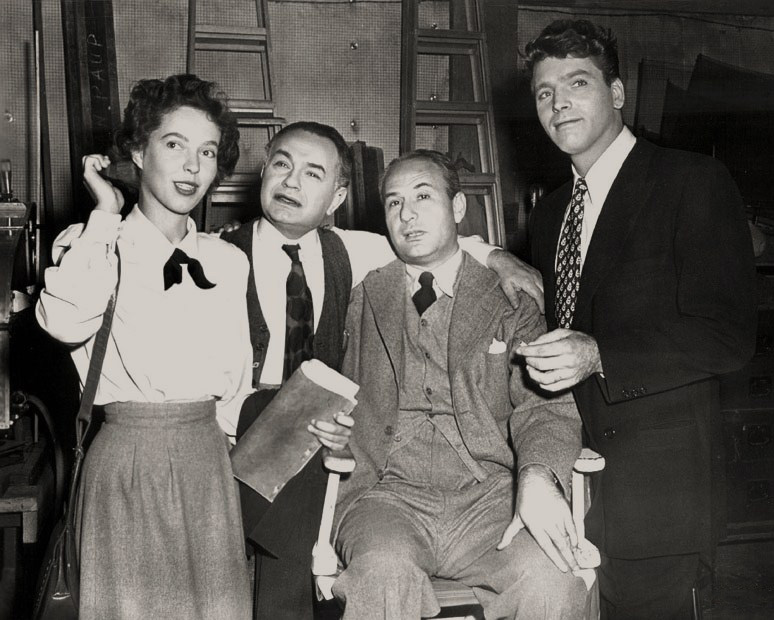
Sur le tournage de Ils étaient tous mes fils (1948), avec de g. à d. : Edward G. Robinson, Chester Erskine (producteur) et Burt Lancaster

### Cinéma (intégrale)
- 1948 : Ils étaient tous mes fils (All My Sons) d'Irving Reis : Ann Deever
- 1952 : Le Guêpier (en) (Walk East on Beacon) d'Alfred L. Werker : Elaine Wilben
- 1976 : Le Pirate des Caraïbes (Swashbuckler) de James Goldstone : Lady Barnet
- 1976 : Communion sanglante (Alice, Sweet Alice) d'Alfred Sole : Dr Whitman

### Télévision (sélection)
(séries, sauf mention contraire)
- 1949-1950 : Suspense
  - Saison 1, épisode 12 The Doors on the Thirteenth Floor (1949) de Robert Stevens : Sally Turner
  - Saison 3, épisode 3 Edge of Panic (1950) de Robert Stevens : Alice Martin
- 1954 : Inner Sanctum, saison unique, épisode 12 Le Chant des oiseaux (The Sound of Birds : Mlle Blaine), épisode 15 Les Sœurs (The Sisters : Dora) et épisode 36 Le Troisième Destin (The Third Fate : Cecily Fentriss)
- 1961 : A String of Beads, téléfilm de Fielder Cook : Ruth Harmon
- 1962 : Les Accusés (The Defenders), saison 1, épisode 27 The Last Six Months de David Greene : Elizabeth Braden